# Naoki Sugita
Naoki Sugita (jap. 杉田直樹 Sugita Naoki; ur. 3 września 1887 w Tokio, zm. 29 sierpnia 1949) – japoński lekarz neurolog i psychiatra.

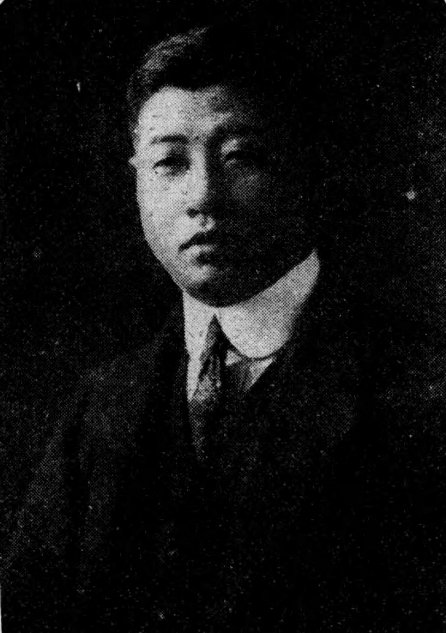
Naoki Sugita

W 1912 roku ukończył studia medyczne na Uniwersytecie Tokijskim, następnie wyjechał do Europy, gdzie ukończył kurs neuropatologii u Walthera Spielmeyera w Monachium. Od 1915 do 1918 roku uczył się w Stanach Zjednoczonych u Henry′ego Herberta Donaldsona. W 1921 roku otrzymał tytuł doktora medycyny i został profesorem na Uniwersytecie w Tokio. Razem z Shūzō Kure i Koichim Miyake badał cytoarchitektonikę kory mózgowej. W latach 1922–1924 zajmował się oceną systemu opieki psychiatrycznej w Japonii. W 1937 roku założył przytułek dla dzieci Yagoto. Ponadto badał etiologię schizofrenii.